# Herzliya Medical Center
Das Herzliya Medical Center (hebräisch הֵרְצְלִיָּה מֶדִיקֶל סֶנְטֶר Herzlijjah Medīqel Senṭer) ist ein privates Krankenhaus, das therapeutische Dienstleistungen in Israel und international anbietet. Es bietet auch Labor-, Krankengymnastik, Luftambulanz und Medizintourismus an. Das Krankenhaus wurde 1982 gegründet und hat seinen Sitz in Herzlia, Israel.

## Beschreibung
Das Herzliya Medical Center beschäftigt rund 400 Ärzte in mehreren Zweigen der Medizin. Das Krankenhaus bietet Dienstleistungen für jährlich 8000 ausgehende Patienten einschließlich Dienstleistungen für Ausländer, Botschafter und Vertreter der Vereinten Nationen in Israel. Das Krankenhaus verfügt über sieben Operationssäle.
Rund 9000 Babys (Januar 2013) wurden seit den 1990er Jahren für Paare mit Fruchtbarkeitsproblemen geboren und im Herzliya Medical Center behandelt.

## Geschichte
Das Herzliya Medical Center wurde 1982 gegründet. Eine Gruppe von Investoren aus Südafrika entschloss sich, ein medizinisches Zentrum aufzubauen. In ihrem ersten Betriebsjahr hatte die Klinik eine Auslastung von 18 Prozent.
Ende 1993 wurde eine Klinik in Gaza eröffnet. Im Juni 1995 unterzeichnete das Herzliya Medical Center ein Abkommen mit der Regierung von Tatarstan für die Einrichtung eines Krankenhauses.
Im August 2016 wurde das Herzliya Medical Center von der Landlan Investments Ltd. (50 %), Clalit Health Services (40 %) und Clal Insurance (10 %) gehalten.

## Abteilungen
- Onkologie
- Neurochirurgie
- Herzchirurgie
- Plastische Chirurgie
- Orthopädie
- Urologie
- Gastroenterologie
- klinische Diagnose
- In-vitro-Fertilisation
- Adipositaschirurgie
- Gynäkologie und Geburtshilfe
- Augenheilkunde
- Hals-Nasen-Ohren-Heilkunde
- Pädiatrie
- Allgemeinchirurgie

## Personal
- 350 Ärzte
- 196 Krankenschwestern